# 椋原健太
椋原 健太（むくはら けんた、1989年7月6日 - ）は、東京都大田区出身の元プロサッカー選手。ポジションはディフェンダー（DF）。

## 来歴

### プロ入り前
5歳からサッカーを始める。小学校卒業までバディーSC（神奈川県）でプレーし、6年生時にFC東京U-15セレクションに参加。長島裕明から「6年生にしては、やけに守備がしっかりしている。足の運び、姿勢、バランスが良く、人間性も決め手になった」と評価され、中学入学と同時に同クラブに入団。なお、横浜FMと東京Vのジュニアユースのセレクションも受け合格していたが、「一番スムーズに入れて伸び伸び出来そうだと感じた」 ことから、FC東京を選択した。高校へ進むとFC東京U-18に昇格。同期の大竹洋平、廣永遼太郎、田端信成、岡田翔平、田中奏一、宮阪政樹、井澤惇、加藤淳也らと共に2007年のJユースサハラカップで優勝。同大会ではキャプテンとしてチームを牽引した。当時はフィードを磨かせるためにセンターバック（CB）に配されて最終ラインを統率したこともあり、左右両サイドバック（SB）、CBと守備的な位置はどこでもこなした。

### FC東京
2008年、大竹・廣永と共にトップチームに昇格。同年5月25日のナビスコカップの東京ダービーにて「一番好きなポジション」と語る右SBのスタメンに抜擢され公式戦初出場。FWフッキのマークを任され、城福浩監督から「チームの中でも高い」と評された守備力 を発揮し、完封勝利に貢献するデビューを飾った。J1第16節鹿島戦でJ1リーグ戦デビューも果たす。
2009年のナビスコカップ決勝では右SBでフル出場し、2-0の完封勝利に貢献。プロ入り後初のタイトル獲得をピッチ上で味わった。リーグ戦での出場機会も徐々に増え、リード時にはスピードのある相手交代選手への対応、ビハインド時にはDFの長友佑都らを前線に上げる際の穴埋め といったように攻防両面でのオプションとしての起用が目立った。
2010年はSBのポジションを争う徳永悠平が負傷者が多く層の薄いボランチにコンバートされ、長友佑都がワールドカップ後に期限付き移籍したこともあって、出場機会を大幅に増やし、開幕戦を視察したトーマス・クロートに高評価されるなど 頭角を現す一年となった。守備に自信をもつ一方で、攻撃面でのバリエーションを課題に挙げており、チームが攻撃に比重を傾ける際には、SBからCBにポジションをスライドさせられることもあった。J1第20節広島戦ではプロ入り後初のCBでの先発出場となり、FW佐藤寿人のマークを任された（0-2で敗戦）。
2011年は徳永の右SB復帰によりポジションを失うが、中村北斗の累積警告による出場停止を受け、J2第27節京都戦でプロ入り後初となる左SBでの先発出場。思い切りの良いプレーで初得点を挙げると、中村らとのポジション争いを 制し、終盤戦にかけて左SBのレギュラーに定着した。この年、左SHに入っていたMF田邉草民は、椋原について「対面する相手が低い位置に下がっても、きちんとボールにアプローチする」のでSHの守備負担を軽減させてくれると述べている。2012年、J1第20節浦和戦でJ1初得点を挙げた。また、同年には日本プロサッカー選手会の支部長を務めている。

### セレッソ大阪
2013年、セレッソ大阪に期限付き移籍。課題のクロスを磨きつつ、上下動や守備でアピールを続けたが、怪我も重なり 出場機会は限られた。
2014年にFC東京へ復帰。左サイド専任となり太田宏介の控えとしてチャンスをうかがったが、出場機会を得たカップ戦で失点に絡むなど、結果を残せなかった。
2015年にセレッソ大阪へ完全移籍。左右両サイドのバックアッパーながら、常に臨戦を怠らない姿勢は周囲に好影響を与えた。

### サンフレッチェ広島
2017年8月15日、サンフレッチェ広島に期限付き移籍で加入。広島は監督交代とともに3バックから4バックにフォーメーションを変更しており、本職のサイドバックを補強ポイントに挙げていた。

### ファジアーノ岡山
2018年よりファジアーノ岡山FCに完全移籍。
2020年12月3日、契約満了による退団が発表され、12月31日にプロサッカー選手を引退すると発表された。

### 引退後
2022年3月15日、ファジアーノ岡山特命広報大使に就任。

## 所属クラブ
ユース経歴
- 000000 - 2001年 横浜バディーSC (大田区立高畑小学校[34])
- 2002年 - 2004年 FC東京U-15 (大田区立六郷中学校[34])
- 2005年 - 2007年 FC東京U-18 (東京都立つばさ総合高校[2])

プロ経歴
- 2008年 - 2014年 FC東京
  - 2013年  セレッソ大阪 (期限付き移籍)
- 2015年 - 2017年  セレッソ大阪
  - 2017年8月 - 同年12月  サンフレッチェ広島（期限付き移籍）
- 2018年 - 2020年  ファジアーノ岡山FC

## 個人成績
| 国内大会個人成績 | 国内大会個人成績 | 国内大会個人成績 | 国内大会個人成績 | 国内大会個人成績 | 国内大会個人成績 | 国内大会個人成績 | 国内大会個人成績 | 国内大会個人成績 | 国内大会個人成績 | 国内大会個人成績 | 国内大会個人成績 |
| 年度             | クラブ           | 背番号           | リーグ           | リーグ戦         | リーグ戦         | リーグ杯         | リーグ杯         | オープン杯       | オープン杯       | 期間通算         | 期間通算         |
| 年度             | クラブ           | 背番号           | リーグ           | 出場             | 得点             | 出場             | 得点             | 出場             | 得点             | 出場             | 得点             |
| 日本             | 日本             | 日本             | 日本             | リーグ戦         | リーグ戦         | リーグ杯         | リーグ杯         | 天皇杯           | 天皇杯           | 期間通算         | 期間通算         |
| ---------------- | ---------------- | ---------------- | ---------------- | ---------------- | ---------------- | ---------------- | ---------------- | ---------------- | ---------------- | ---------------- | ---------------- |
| 2008             | FC東京           | 33               | J1               | 3                | 0                | 2                | 0                | 0                | 0                | 5                | 0                |
| 2009             | FC東京           | 33               | J1               | 11               | 0                | 9                | 0                | 3                | 0                | 23               | 0                |
| 2010             | FC東京           | 33               | J1               | 24               | 0                | 8                | 0                | 4                | 0                | 36               | 0                |
| 2011             | FC東京           | 33               | J2               | 26               | 2                | -                | -                | 6                | 0                | 32               | 2                |
| 2012             | FC東京           | 33               | J1               | 19               | 1                | 4                | 0                | 1                | 0                | 24               | 1                |
| 2013             | C大阪            | 33               | J1               | 4                | 0                | 1                | 0                | 1                | 0                | 6                | 0                |
| 2014             | FC東京           | 33               | J1               | 0                | 0                | 1                | 0                | 1                | 0                | 2                | 0                |
| 2015             | C大阪            | 30               | J2               | 16               | 0                | -                | -                | 1                | 0                | 17               | 0                |
| 2016             | C大阪            | 33               | J2               | 1                | 0                | -                | -                | 1                | 0                | 2                | 0                |
| 2017             | C大阪            | 33               | J1               | 0                | 0                | 0                | 0                | 0                | 0                | 0                | 0                |
| 2017             | 広島             | 43               | J1               | 8                | 0                | -                | -                | 0                | 0                | 8                | 0                |
| 2018             | 岡山             | 21               | J2               | 32               | 0                | -                | -                | 0                | 0                | 32               | 0                |
| 2019             | 岡山             | 21               | J2               | 30               | 0                | -                | -                | 1                | 0                | 31               | 0                |
| 2020             | 岡山             | 21               | J2               | 36               | 0                | -                | -                | -                | -                | 36               | 0                |
| 通算             | 日本             | 日本             | J1               | 69               | 1                | 25               | 0                | 10               | 0                | 104              | 1                |
| 通算             | 日本             | 日本             | J2               | 141              | 2                | -                | -                | 9                | 0                | 150              | 2                |
| 総通算           | 総通算           | 総通算           | 総通算           | 210              | 3                | 25               | 0                | 19               | 0                | 254              | 3                |

| 2016   | C大23  | 33     | J3     | 7  | 0 | 7  | 0 |
| 2017   | C大23  | 33     | J3     | 9  | 0 | 9  | 0 |
| 通算   | 日本   | 日本   | J3     | 16 | 0 | 16 | 0 |
| 総通算 | 総通算 | 総通算 | 総通算 | 16 | 0 | 16 | 0 |

その他の公式戦
- 2012年
  - スーパーカップ 1試合0得点

| 国際大会個人成績 | 国際大会個人成績 | 国際大会個人成績 | 国際大会個人成績 | 国際大会個人成績 |
| 年度             | クラブ           | 背番号           | 出場             | 得点             |
| AFC              | AFC              | AFC              | ACL              | ACL              |
| ---------------- | ---------------- | ---------------- | ---------------- | ---------------- |
| 2012             | FC東京           | 33               | 3                | 1                |
| 通算             | AFC              | AFC              | 3                | 1                |

その他の国際公式戦
- 2010年
  - スルガ銀行チャンピオンシップ 1試合0得点
- 2008年5月25日：公式戦初出場 - ナビスコカップ第6節 vs東京ヴェルディ(国立)
- 2008年7月13日：Jリーグ初出場 - J1第16節 vs鹿島アントラーズ (カシマ)
- 2011年9月10日：J2初得点 - J2第27節 vs京都サンガF.C. (味の素)
- 2012年8月04日：J1初得点 - J1第20節 vs浦和レッドダイヤモンズ (埼玉)

## 代表歴
- 2004年 U-15日本代表[2]
- 2005年 U-16日本代表[2]
- 2007年 U-18日本代表 - オーストラリアユースオリンピックフェスティバル、SBSカップ、仙台カップ国際ユースサッカー大会[2]、AFC U-19選手権予選[1]
- 2008年 U-19日本代表[1]
- 2009年 U-20日本代表候補
- 2011年 U-22日本代表候補 - ロンドンオリンピックアジア最終予選予備登録

## タイトル
FC東京U-15
- 日本クラブユースサッカー選手権 (U-15)大会 (2003年)[2]

FC東京U-18
- Jリーグユース選手権大会 (2007年[1])

FC東京
- Jリーグカップ (2009年[1])
- スルガ銀行チャンピオンシップ (2010年[1])
- Jリーグ ディビジョン2 (2011年[1])
- 天皇杯全日本サッカー選手権大会 (2011年[1])